# Карозино
Карозино (итал. Carosino) — коммуна в Италии, располагается в регионе Апулия, в провинции Таранто.
Население составляет 6283 человека (2008 г.), плотность населения составляет 628 чел./км². Занимает площадь 10 км². Почтовый индекс — 74021. Телефонный код — 099.
Покровителем коммуны почитается священномученик Власий Севастийский (San Biagio), празднование 3 февраля.

## Демография
Динамика населения:

## Администрация коммуны
- Официальный сайт: https://web.archive.org/web/20141218070750/http://unione-montedoro.it/